# Baserac
Baserac ('mjesto gdje se voda vidi,' jer je do ove točke rijeka tako duboko među planinama da je na većini mjesta nevidljiva. — Rudo Ensayo). Pueblo Ópata Indijanaca i sjedište španjolske misije osnovane 1645., na istočnom ogranku Rio de Batepito, pritoka rijeke Yaqui, u sjeveroistočnoj Sonori, Meksiko. 
Populacija 399 1678., 839 1730. Hodge kaže da je u današnjem gradu živjelo mnogo potomaka Opata, ali samo nekoliko njih govori svoj materinji jezik. 
Ostale varijante imena: Bacerac, Baserac, Baseraca, Santa Maria Baceraca, Santa Maria Vaseraca, Sta. Maria de Uasaraca, Vaceraca
Grad se danas zove Bacerac.